# Обжинкові пісні

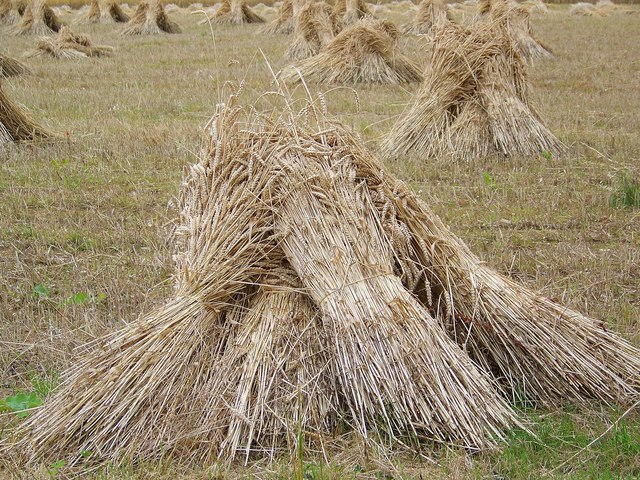
Копиці снопів пшениці.

Обжинко́ві пісні — народно-поетичні обрядові твори, які виконують під час жнив і обжинків (свято завершення збирання врожаю). Найповніша збірка обжинкових пісень — «Жниварські пісні», 1971.